# Ceratodon
Ceratodon (Hornzahnmoose) ist eine kosmopolitisch verbreitete Gattung von Laubmoosen aus der Familie Ditrichaceae. Der Name ist abgeleitet aus dem Griechischen keratos/keras = Horn und odon = Zahn und bezieht sich auf die trocken hakig eingekrümmten Peristomzähne.

## Merkmale
Die Moose bilden lockere bis dichte, gelbgrüne, grüne, bräunlichgrüne bis dunkelgrüne Rasen. Die etwa 1 bis 4 Zentimeter oder noch größeren Stämmchen sind oft verzweigt, unten rhizoidfilzig und weisen im Querschnitt einen Zentralstrang auf. Die Blätter sind schmal-lanzettlich bis eiförmig und haben eine kräftige, bis in die Blattspitze reichende oder austretende Rippe. Die glatten bis schwach papillösen Laminazellen sind ziemlich gleichförmig, abgerundet-quadratisch, am Blattgrund rechteckig. Die Sporenkapsel auf der verlängerten Seta ist kropfig und trocken stark gefurcht, die 16 Peristomzähne tief zweigeteilt, der Deckel kegelförmig, die Kalyptra kappenförmig.

## Arten
Angaben über die Artenanzahl sind je nach Quelle stark abweichend (von 3 bis zirka 20). Nach Stech & Frey sind es weltweit 5 Arten. In Europa sind die folgenden 2 Arten vertreten:
- Ceratodon conicus
- Ceratodon purpureus, das sehr häufige Purpurrote Hornzahnmoos